# 速霸陸EE20型引擎
速霸陸EE20型引擎為日本富士重工業開發製造的水平對臥四缸柴油往復式發動機，也是全世界第一具為了乘用車設計的水平對臥柴油引擎。

## 概要

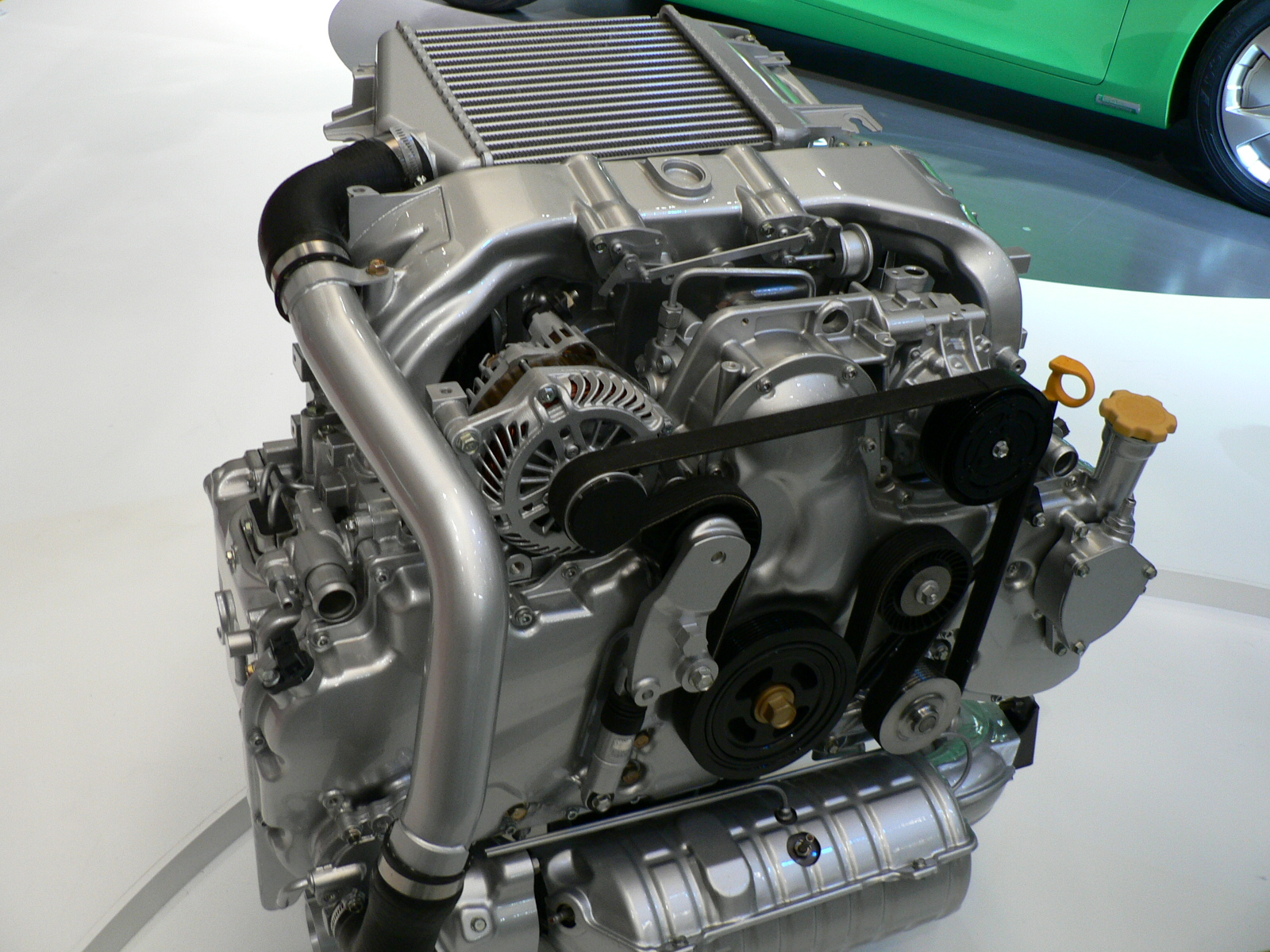
速霸陸EE20型水平對臥四缸柴油引擎

身為和德國保時捷同樣堅持水平對臥引擎的汽車廠，富士重工業早在1990年代末期便著手投入水平對臥柴油引擎的開發，2005年開始測試，2008年搭載於銷往歐洲市場的第四代Legacy。排氣量1,998c.c.的EE20型引擎乃基於EJ20型而發展，缸徑86.0mm，衝程86.0mm，壓縮比16.3：1，採DOHC、16汽門之設計。搭配渦輪增壓器的最大馬力為150ps / 3,600rpm，最大扭力則為35.7kgf·m / 1,800-2,400rpm。其中高壓共軌噴射裝置由電裝供應，最大壓力為180MPa（1,800bar）。雖然EE20型的重量比EJ20型多了45公斤，卻比同樣容積的直列四缸柴油引擎減少了10公斤。該具引擎的全長也比EJ20型少了61.3mm，因此具有輕量化、小型化的優勢。
2008年問世時，此具引擎符合歐盟四期汽車廢氣排放標準；後來同年10月加裝柴油碳微粒濾清器，變得更為環保。第五代Legacy上市後，EE20型引擎已符合歐盟五期汽車廢氣排放標準。此具引擎主要搭載於銷往歐洲市場的車種，包含：
- 2008年迄今：速霸陸Forester
- 2008年迄今：速霸陸Legacy
- 2009年迄今：速霸陸Impreza
- 2014年迄今：速霸陸Outback

## 內部連結
- 柴油引擎
- 速霸陸引擎列表
- 水平對臥引擎
- 水平對臥四缸引擎

## 外部連結
- （日語）AutoNet: SUBARU EE20水平對臥心臟只吃「柴油」，2010年銷售目標3.5萬輛